# David Fall
David Athelstane Fall, noto anche con il soprannome Dave, (Fairland, 4 dicembre 1902 – San Bernardino, 9 novembre 1964), è stato un tuffatore statunitense.

## Biografia
Ha rappresentato gli Stati Uniti d'America ai Giochi olimpici di Parigi 1924, dove ha collezionato vinto la medaglia d'argento nel concorso dalla piattaforma.

## Palmarès
- Giochi olimpici

Parigi 1924: argento nella piattaforma